# Praestochrysis
Praestochrysis (лат.) — род ос-блестянок. Более 40 видов.

## Распространение
В мире более 40 видов. Афротропика (27 видов), Юго-Восточная Азия (13), Палеарктика (2 вида). В Европе 1 вид.
.

## Описание
Мелкие осы-блестянки с яркой и блестящей поверхностью тела (длина менее 1 см). Третий тергит брюшка с пятью отчётливыми зубцами. Род Praestochrysis представляет собой исключение из других ос-блестянок (которые обычно в качестве хозяев для кормления своих личинок используют только пчёл и ос Sphecidae, Eumenidae и Vespidae). Большинство видов паразитирует на крупных гусеницах бабочек семейства Limacodidae (Parafa, Monema, Thosea, Darna, Contheyla, Coenobasis), а некоторые также на осах. Например, вид Praestochrysis shanghaiensis паразитирует на бабочках вида Monema flavescens Walker (Lepidoptera, Limacodidae).

## Систематика
Более 40 видов.
Виды Praestochrysis lusca (Fabricius, 1804) и Praestochrysis imperiosa (Smith, 1874) перенесены в род Trichrysis.

### Европа
- Praestochrysis megerlei (Dahlbom, 1854) — Ближний Восток, Европа (Венгрия, Италия, Франция, Хорватия).[10]

### Юго-Восточная Азия
- Praestochrysis andspinula Bohart
- Praestochrysis australasiae (Gribodo, 1874)
- Praestochrysis basilacuna (Sugihara)
- Praestochrysis crassiscuta (Mocsry)
- Praestochrysis fumipennis (Smith)
- Praestochrysis lachesis (Mocsry)
- Praestochrysis lamborni Bohart, 1987[5]
- Praestochrysis luzonae Bohart, 1987[5]
- Praestochrysis palawanensis (Mocsáry, 1899)
- Praestochrysis pradeshi Strumia, 1997[6]
- Praestochrysis ribbei (Mocsáry)
- Praestochrysis sarawakensis (Mocsáry)
- Praestochrysis shanghaiensis Smith, 1874typus[4]
- Praestochrysis spectabilis (Mocsáry)
- Praestochrysis spinula Bohart, 1987[5]

### Виды Африки
- Praestochrysis africana  (Buysson, 1893)
- Praestochrysis audax  (Edney, 1962)
- Praestochrysis bequaerti  Bohart, 1986
- Praestochrysis bombycida  (Mocsáry, 1902)
- Praestochrysis clotho  (Mocsáry, 1913)
- Praestochrysis coutierei  (Buysson, 1989)
- Praestochrysis dentica  Bohart, 1986
- Praestochrysis elevata  (Mocsáry, 1913)
- Praestochrysis gambia Bohart, 1986)
- Praestochrysis gaullei  (Buysson, 1898)
- Praestochrysis guineae  (Bischoff, 1910)
- Praestochrysis inevitabilis  (Buysson, 1898)
- Praestochrysis inops  (Gribodo, 1884)
- Praestochrysis ivoriana  Bohart, 1986
- Praestochrysis lamborni  Bohart, 1987
- Praestochrysis leechi  Bohart, 1986
- Praestochrysis micromorpha  (Mocsáry, 1908)
- Praestochrysis nidia  (Mocsáry, 1914)
- Praestochrysis nigromaculata  (Bischoff, 1910)
- Praestochrysis pentodontophora  (Bischoff, 1910)
- Praestochrysis popularis  (Edney, 1954)
- Praestochrysis pretoriae  Bohart, 1986
- Praestochrysis prorata  (Edney, 1954)
- Praestochrysis saegerae  Bohart, 1986
- Praestochrysis septidens  Bohart, 1986
- Praestochrysis spina  (Brullé, 1846)
- Praestochrysis townesorum  Bohart, 1986
- Praestochrysis tropica  (Mocsáry, 1899)